# Engente
Engente är en kommun i departementet Aube i regionen Grand Est (tidigare regionen Champagne-Ardenne) i nordöstra Frankrike. Kommunen ligger  i kantonen Bar-sur-Aube som ligger i arrondissementet Bar-sur-Aube. År 2022 hade Engente 28 invånare.

## Befolkningsutveckling
Antalet invånare i kommunen Engente
Referens: INSEE